# Urobilina
L'urobilina è un composto tetrapirrolico ossidato. È uno dei composti ultimi derivati dalla degradazione dell'eme. Viene escreto con l'urina a cui conferisce il colore giallo, è presente anche nella bile e contribuisce al colore delle feci. Nell'intestino si comporta come tensioattivo.